# جرارد والنتین
جرارد والنتین (انگلیسی: Gerard Valentín؛ زادهٔ ۲۸ ژوئیهٔ ۱۹۹۳) بازیکن فوتبال اهل اسپانیا است.
از باشگاه‌هایی که در آن بازی کرده‌است می‌توان به باشگاه خیمناستیک تاراگونا و باشگاه فوتبال دپورتیوو لاکرونیا اشاره کرد.
وی همچنین در تیم ملی فوتبال کاتالونیا بازی کرده‌است.